# Grampo tipo C
Grampo tipo C ou Grampo tipo G é um tipo de grampo normalmente usado para segurar uma peça de trabalho de madeira ou metal, e geralmente usado em carpintaria e soldagem, mas não se limitando a isso. Muitas vezes, acredita-se que esses grampos são chamados grampos "C" por causa de sua estrutura em forma de C, ou também frequentemente chamados de grampos "G" porque, incluindo a parte do parafuso, eles têm o formato de uma letra maiúscula G. No entanto, na verdade, eles eram originalmente chamados de carriage maker's clamp (grampo de fabricante de carruagem) ou carriage clamp (grampo de carruagem). 

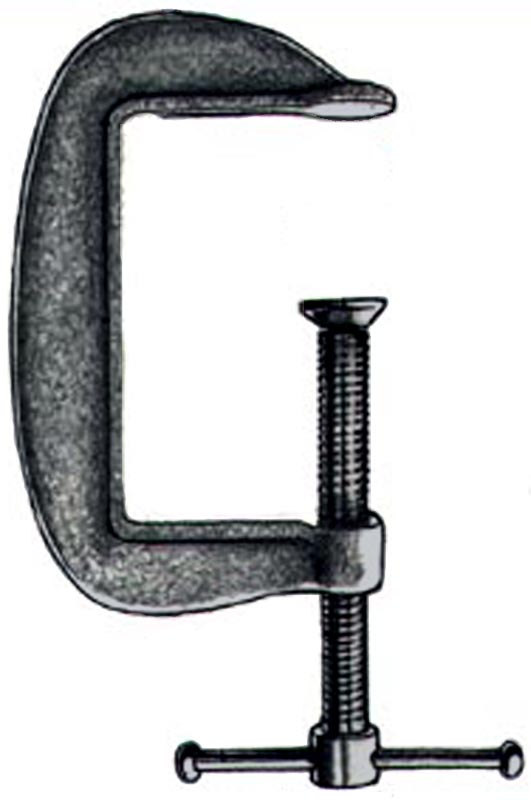
Um grampo tipo C aberto

## Descrição
Os grampos tipo C ou G são tipicamente feitos de aço ou ferro fundido. No topo do "C", geralmente há uma pequena borda plana. Na parte inferior, há um orifício rosqueado através do qual se sobressai um parafuso roscado grande. Uma extremidade deste parafuso contém uma borda plana de tamanho semelhante ao da parte superior da estrutura e a outra extremidade geralmente uma pequena barra de metal, perpendicular ao próprio parafuso, que é usada para ganhar força ao apertar o grampo. Quando o grampo está completamente fechado, a extremidade plana do parafuso está em contato com a extremidade plana na estrutura. Quando o grampo é realmente usado, é muito raro que isso ocorra. Geralmente, algum outro objeto ou objetos estarão contidos entre as bordas planas superior e inferior. 

## Uso
Um grampo tipo C é usado girando o parafuso na parte inferior da estrutura até atingir o estado desejado de pressão ou liberação. No caso de o grampo estar sendo apertado, é nesse momento que os objetos são fixados satisfatoriamente entre a extremidade plana do parafuso e a extremidade plana da estrutura. Se o grampo estiver sendo afrouxado, é quando uma quantidade suficiente de força é liberada para permitir que os objetos presos sejam movidos. 

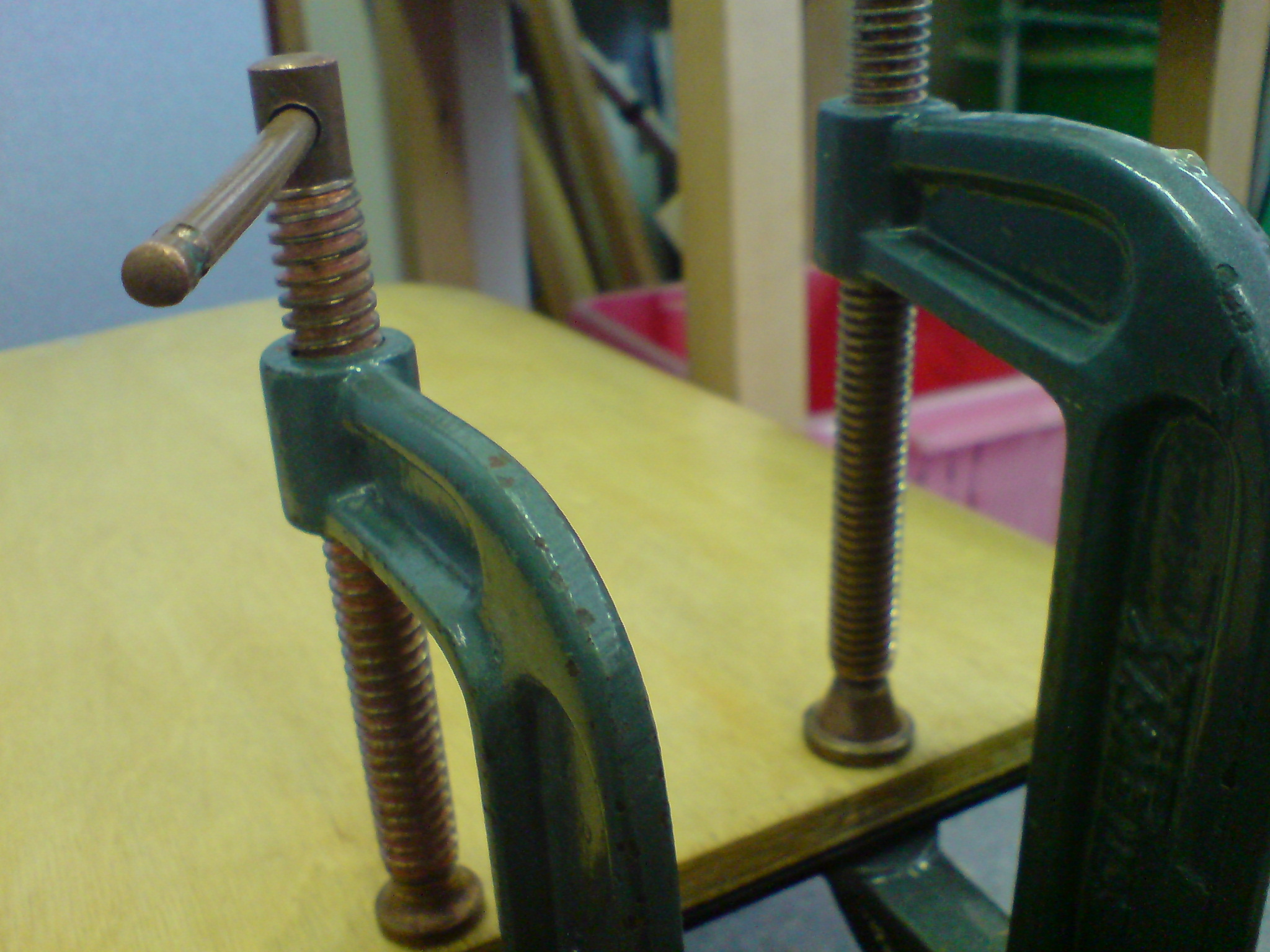
Dois grampos tipo C em uso

### Carpintaria
Enquanto um grampo C é uma ferramenta útil para trabalhar madeira, deve-se tomar um cuidado especial ao trabalhar com qualquer madeira. As arestas planas da armação, geralmente não maiores que meia polegada ou centímetro (dependendo do tamanho da braçadeira), podem causar indentações e estragos nas superfícies que estão sendo presas. Isso pode ser evitado tamponando o grampo e a madeira usando dois pedaços de madeira de sucata. Como cada pedaço de madeira de sucata está diretamente em contato com as bordas planas da estrutura e com os itens que estão sendo presos, isso permite que a madeira de sucata receba os danos do aperto, enquanto dispersa a força de aperto através do pedaço de madeira de sucata para o objetos presos. Grampos de garganta profunda também estão disponíveis e proporcionam maior alcance para trabalhos menores.